# Gábor Emese
Gábor Emese (Budapest, 1973. május 24. –) magyar képzőművész, arcrekonstruktőr. Tudományos alapú arcrekonstrukciókat készít hazai és külföldi múzeumok, kutatóintézetek számára. 
Több mint 25 éve készít szobrokat. Szobrai számos nagyváros vagy kis falu főtereit díszítik. A szobrászata főleg portrészobrászat. Köztéri mellszobrokat készít híres emberekről, írók, költők, politikusok, történelmi személyiségek, zeneszerzők mind-mind kedvenc témái közé tartoznak. Emellett készít egész alakos bronzszobrokat, plaketteket, domborműves emléktáblákat is.
A lélekszobor fogalmát 2012-ben hozta létre. Azóta is ehhez az értékrendhez tartja magát.[pontosabban?]
2005-ben mesekönyvkiadót alapított "Táltoskönyvek Kiadó" néven kizárólag gyermekeknek szóló mesekönyvek kiadására, melynek célja a gyermekek nyelv- és ritmusérzékének javítása, a régi szimbólumok megismertetésének segítése, a tanítás és az erkölcsi tartás biztosítása.

## Legfontosabb köztéri szobrai
- Pósa Lajos 5/4-es bronz mellszobra (Hódmezővásárhely)
- Mindszenty bíboros hercegprímás 5/4-es bronz mellszobra (Taksony)
- Gróf Széchenyi István 5/4-es bronz mellszobra (Dabas)
- Gróf Széchenyi István mellszobra (Budakeszi)
- Gróf Széchenyi István mellszobra (Kiskőrös)
- Radnóti Miklós fejszobra (Budapest- RAM Colosseum)
- Nagy-Sándor József-dombormű (Budakeszi)
- Kőrösi Csoma Sándor, Dr Hetényi Ernő, Baktay Ervin mellszobra (Budapest,    Tan Kapuja Buddhista Egyetem)
- dr Fenyvesi Csaba tőrvívó bronz mellszobor (Budapesti BVSC)
- 1956-os bronz emlékmű (Dabas.)
- Szent II. János Pál pápa mellszobra (Székesfehérvár)
- Bragyova György Dabas díszpolgára, Holokauszt túlélő egész alakos bronzszobra (Dabas)
- Bisztrai László Atya mellszobra (Dabas)
- dr Lelik Ferenc mellszobra (Dabas)
- Az első magyarországi Wass Albert szobor (dombormű, Debrecen)
- Wass Albert-mellszobor (Budakeszi)
- Wass Albert-emlékmű (Taksony)
- Wass Albert idős kori szoborportréja (Budapest Magyarok Háza)
- Wass Albert bronz mellszobor (Eger)
- Sokorópátkai Szabó István mellszobra (Sokrópátka)
- Molnár V. József mellszobra (Budapest Mátyásföld)
- Adam Miczkiewitz mellszobra (Budapest Aquincum)
- Petőfi Sándor-dombormű (Csekefalva Erdély)

- III. Béla király arcrekonstrukciója a Magyarságkutató Intézet kiállításán (Gábor Emese, 2023)
- Anna arcrekonstrukciójának folyamata (Gábor Emese felvételei, 2023)